# Unique Content
Unique Content (engl. unique = einzigartig; content = Inhalt) ist ein Schlagwort aus dem Bereich der Suchmaschinenoptimierung (SEO). „Unique Content“ gilt als Voraussetzung für erfolgreiche Suchmaschinenplatzierungen und als Alleinstellungsmerkmal für Webseiten. 
Um sich im Web von anderen Seiten abzugrenzen, bzw. das eigene Angebot hervorzuheben, ist es i. d. R. erforderlich, ansprechende Texte zu veröffentlichen, die sowohl die Suchmaschinen als auch den Leser an sich binden. Sind gleiche Inhalte unter verschiedenen URLs abrufbar, so spricht man von Duplicate Content (engl. für „doppelter Inhalt“). Unique Content wird meist in einem Atemzug mit Suchmaschinenoptimierung genannt, da zu einer umfassenden Optimierung grundsätzlich auch die Überarbeitung der Homepagetexte hinzugezogen wird. 
Platzierungen auf der ersten Suchergebnisseite bei Google, Yahoo, Bing und anderen Suchmaschinen lassen sich meist nur erreichen, wenn Unique Content zum Einsatz kommt. 